# Ceftriakson
Ceftriakson (INN) priprada trećoj generaciji cefalosporinskih antibiotika. Popot drugih lekova ove klase, on oma širok spektar dejstva protiv Gram-pozitivnih i Gram-negativnih bakterija. U većini slučaja, on se smatra ekvivalentom cefotaksima u pogledu bezbednosti i efikasnosti. Ceftriakson natrijum je u prodaji pod imenima Longaceph, Azaran, Lendacin.

## Klinička upotreba
Ceftriaksoni se često koriste (u kombinaciji sa makrolidnim i/ili aminoglikozidnim antibioticima) za lečenje blage do umerene pneumonije. On je takođe preferentni tretman za bakterijski meningitis. U pedijatriji, on se često koristi za tretman groznice kod odojčadi 4 do 8 nedelja stare radi sprečavanja sepse. On se takođe koristi za lečenje Lajmske bolesti, tifoidne groznice, i gonoreje.

## Farmakokinetika
Ceftriakson se delom uklanja putem bubrega a delimično preko žuči. Upravo ova njegova potonja odlika je iskorišćena u lečenju upala žučnih puteva. Na ovaj način ceftriakson dospeva u creva i remeti njihovu mikrobiotu, te je primećena povezanost upotrebe ovog leka i povećane učestalosti bakterijemija prouzrokovanih vankomicin-otpornim enterokokama (VRE).

## Literatura
- Gladwin, Mark (2007). Clinical Microbiology Made Ridiculously Simple 4th ed. Miami, FL: MedMaster, Inc. стр. 67.  978-0-940780-81-1.

## Spoljašnje veze
- Архивирано на веб-сајту  (15. децембар 2013)

|  | Molimo Vas, obratite pažnju na važno upozorenje u vezi sa temama iz oblasti medicine (zdravlja). |